# Randy Holcomb
Randy Alfred Holcomb, también conocido como Raed Farid Elhamali (nacido el 8 de agosto de 1979 en Chicago) es un exjugador de baloncesto profesional de nacionalidad estadounidense y con pasaporte libio. Mide 2,04 metros, es zurdo y ocupaba la posición de ala-pívot.

## Biografía
Se formó como jugador en las universidades de Fresno State y San Diego State de la NCAA, tras lo que fue seleccionada en la posición 57 del Draft de la NBA de 2002 por los San Antonio Spurs. El conjunto tejano lo traspasa automáticamente a los Philadelphia 76ers donde no llega a debutar.
Tras su fallida experiencia NBA, en el verano de 2002 decide marcharse a Europa donde juega durante 3 meses en las filas del Śląsk Wrocław de Polonia. 
La temporada siguiente, tras probar en varias ligas de verano finalmente firma con los Atlanta Hawks, pero tampoco en esta ocasión consigue debutar en la NBA.
A partir de ahí comienza una etapa en la que participa en varias ligas menores de los Estados Unidos, así como por ligas tan diversas como la griega, la filipina o la venezolana.
Finalmente su debut en la NBA se produce en el 2006 en las filas de los Chicago Bulls, conjunto con el que disputa 4 partidos.
Tras jugar de nuevo en varias ligas a lo largo del mundo como la japonesa la ACB española (DKV Joventut, con el que se proclamó campeón de la FIBA Eurocup) y la asiática, en el verano de 2009 llega a un acuerdo con el Cáceres 2016 Basket de la liga LEB Oro para disputar la temporada 2009/10. Tras la llegada de Gustavo Aranzana al club extremeño, técnico que no consideraba que Holcomb era el jugador necesario para su proyecto, a finales de diciembre de 2009 llega a un acuerdo para la rescisión de su contrato.

### Selección nacional
Durante el verano de 2009, el jugador debuta de forma inesperada con la selección libia de baloncesto en la disputa del Campeonato de África, jugando bajo el nombre de Raed Farid Elhamali. Lo repentino e inesperado de esta presencia hizo que muchos pusieran en duda la legalidad de su nacionalización.